# Christophe Lavainne
Christophe Lavainne (Châteaudun, 22 de desembre de 1963) va ser un ciclista francès, que fou professional entre 1984 i 1990. Durant la seva carrera esportiva destaquen les victòries en una etapa del Tour de França de 1987 i dues edicions de la Volta a Luxemburg. També va practicar el ciclocròs, guanyant dues edicions del Campionat de França de l'especialitat.

## Palmarès en ruta
- 1984
  - 1r a la Volta a Luxemburg
- 1985
  - Vencedor d'una etapa a la Volta a Luxemburg
- 1987
  - 1r al Critèrium de Tolosa
  - Vencedor d'una etapa del Tour de França
  - Vencedro d'una etapa del Circuit de La Sarthe
- 1988
  - Vencedor d'una etapa de la Volta a Irlanda
- 1990
  - 1r a la Volta a Luxemburg
- 1992
  - 1r a Lèves
  - Vencedor de 2 etapes de la Herald Sun Tour

### Resultats al Tour de França
- 1985. Fora de control (15a etapa)
- 1986. 88è de la classificació general
- 1987. 40è de la classificació general. Vencedor d'una etapa
- 1988. 67è de la classificació general
- 1989. 64è de la classificació general
- 1990. Abandona (14a etapa)
- 1991. 92è de la classificació general

### Resultats al Giro d'Itàlia
- 1990. 94è de la classificació general

### Resultats a la Volta a Espanya
- 1986. 67è de la classificació general
- 1987. 69è de la classificació general

## Palmarès en ciclocròs
- 1987
  - 1r a Carnetin
- 1988
  -  Campió de França de ciclocròs
- 1989
  - 1r a Dijon
- 1990
  -  Campió de França de ciclocròs
  - 1r a Lanarvily